# Afropydna
Afropydna is een geslacht van vlinders van de familie tandvlinders (Notodontidae), uit de onderfamilie Notodontinae.

## Soorten
- A. angolensis Kiriakoff, 1961
- A. distincta Kiriakoff, 1961
- A. indistincta (Gaede, 1928)
- A. witteana (Kiriakoff, 1954)